# Cinema de l'Argentina
El cinema de l'Argentina és un dels més desenvolupats del cinema llatinoamericà. Compta amb la mitjana de sales per persona més alt d'Amèrica Llatina.Al llarg del, segle xx la producció cinematogràfica argentina, secundada per l'Estat i avalada pel treball d'una llarga llista de directors i artistes, es va convertir en una de les principals del món en idioma castellà. Els primers llargmetratges animats, muts i sonors van ser realitzats per Quirino Cristiani. Dues pel·lícules van ser guardonades amb el premio Oscar a la millor pel·lícula internacional, La historia oficial (1985), dirigida per Luis Puenzo i El secreto de sus ojos (2009), de Juan José Campanella. A més, el cinema argentí ha collit nombrosos premis internacionals, entre ells els Premis Goya, els del Festival Internacional de Cinema de Berlín i regionalment els del Festival Internacional del Nou Cinema Llatinoamericà de l'Havana, entre d'altres.

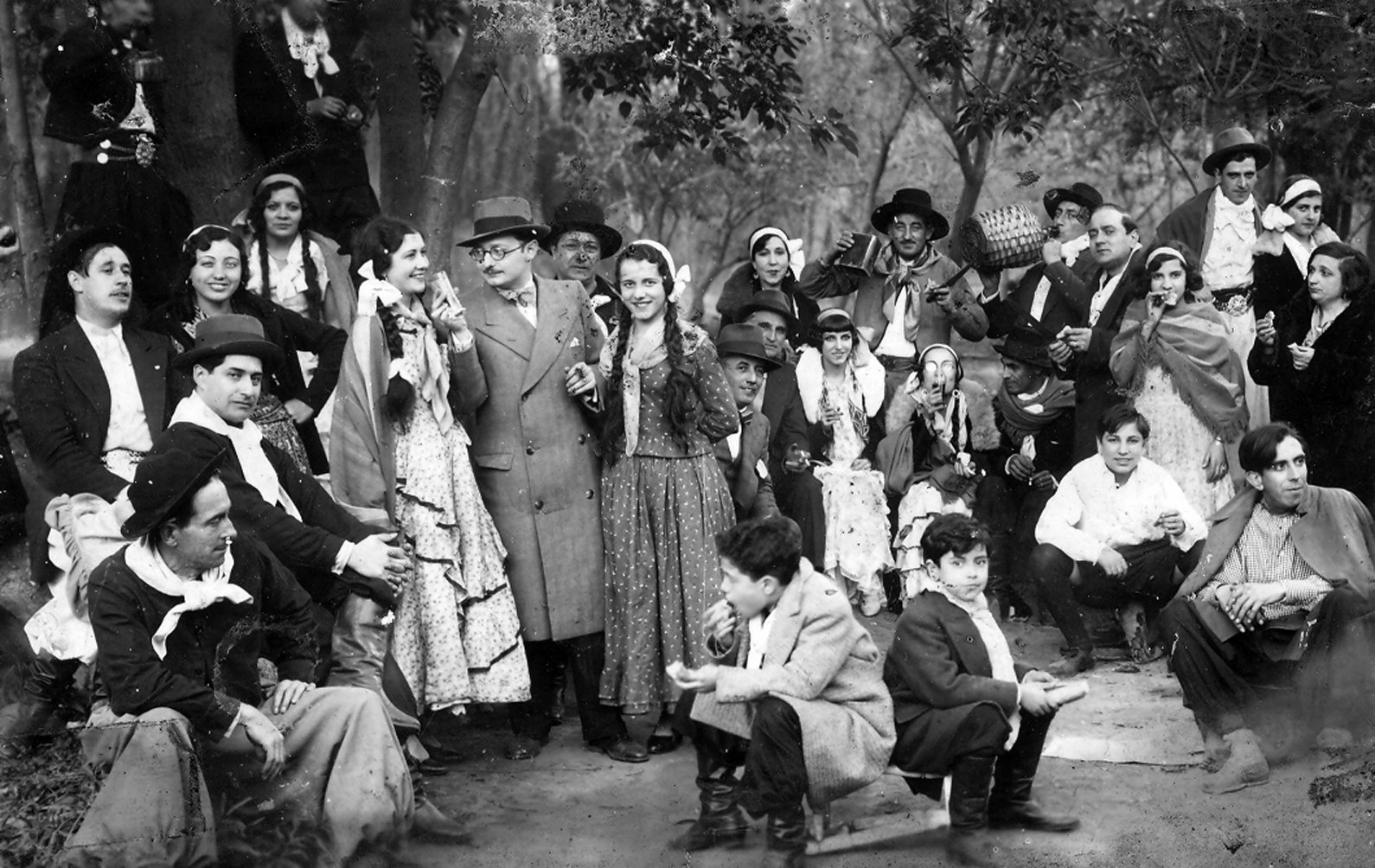
Escena del film Nobleza gaucha (1915), que va costar $20,000.00 pesos i va recaptar $600,000.00 pesos, arribant a donar-se simultàniament en 25 cinemes portenys, a més d'exhibir-se a Espanya, Brasil i altres països llatinoamericans

Segons estadístiques de l'INCAA les pel·lícules més vistes de la història del cinema argentí són Relatos salvajes (2014), de Damián Szifron (3,9 milions), El Clan (2015), dirigida per Pablo Trapero (2,6 milions), El secreto de sus ojos (2009), de Juan José Campanella (2,4 milions), Metegol (2013), de Juan José Campanella (2,1& milions) i El robo del siglo (2020), dirigida per Ariel Winograd (2 milions). Alhora, cal esmentar Nazareno Cruz y el lobo (1975), de Leonardo Favio (3,3 milions), El Santo de la espada (1970), de Leopoldo Torre Nilsson i Juan Moreira (1973), de Leonardo Favio, (2,41 milions).
De l'època del cinema clàssic argentí, en les dècades de 1930 i 1940, es destaca La guerra gaucha (1942), de Lucas Demare ] i les pel·lícules còmiques protagonitzades per Niní Marshall. Al cinema eròtic es van destacar per la seva popularitat en tota Amèrica Llatina les pel·lícules d'Armando Bó protagonitzades per Isabel Sarli.

## Història

### Anys pioners (1896-1920)
Els primers cinetoscopis de Thomas Edison van arribar a Buenos Aires en 1894, però les veritables projeccions de pel·lícules només van ser possibles gràcies als cinematògrafs dels germans Lumière, amb els quals es van fer una sèrie de presentacions el 28 de juliol de 1896 al Teatro Odeón. questa primera exhibició pública va ser organitzada per l'empresari de la sala, Francisco Pastor, i el periodista Eustaquio Pellicer, més tard un dels fundadors de les revistes Caras y Caretas i Fray Mocho. Entre les vistes projectades va estar L'arribada del tren, del segell Lumière, la qual "va provocar el pànic entre alguns espectadors de la tertúlia alta, un dels quals en veure la locomotora que avançava es va llançar a la platea, danyant-se". El negoci del cinema estava a càrrec de tres immigrants europeus: el comerciant d'articles fotogràfics belga Henri Lepage, el seu soci austríac Max Glücksmann i el camerògraf francès Eugène Py. Cal destacar la nacionalitat d'aquests precursors, atès que el cinema es va integrar en el bullente fenomen immigratori que va caracteritzar a l'Argentina de fins del segle XIX començaments del segle xx.
Les cambres franceses Elgé, fabricades per Gaumont, van arribar a Buenos Aires en 1897. Amb una d'elles va començar a filmar a manera d'assaig Eugène Py, produint la primera pel·lícula del país, La bandera argentina. Es va tractar d'una filmació de prop de disset metres de llarg, capturant la bandera argentina flamejant en el masteler de la Plaza de Mayo, enfront de la Casa Rosada.
El 25 d'octubre de 1900 es va realitzar la primera filmació cinematogràfica, de l'Argentina, registrant la visita del President de la República Federativa del Brasil Dr. Manuel Ferraz Campos Surt-los al president de la República Argentina Julio A. Roca. Aquesta filmació va estar a càrrec de Casa Lepage, del Baró belga Henri Lepage, dedicada a la venda d'articles importats per a fotografia que funcionava
en un dels locals comercials del Passatge Belgrano, al qual s'entra per Bolívar N° 375. El francès Eugenio Py, fotògraf
de la Casa Lepage va realitzar aquesta filmació. En 1908 Casa Lepagefue va ser adquirida per l'austríac Max Glucksmann, qui treballava des de 1891 com a fotògraf en aquesta casa, i va obrir més de 60 sales d'exhibició a l'Argentina, l'Uruguai, Paraguai i Xile. (Glucksmann va ser a més amb qui Carlos Gardel va gravar els seus primers discos).

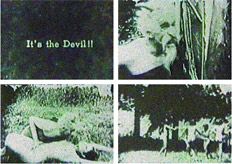
El Sartorio, filmat a l'Argentina entre 1907 i 1912, és potser el film pornogràfic més antic del que es té registre.

Al començament del segle xx, l'Argentina va ser potser el primer centre de producció de pel·lícules pornogràfiques del món. Es considera que el cinema porno va néixer a França pràcticament a l'una del mitjà cinematogràfic, però va anar a la ciutat de Buenos Aires on es va capitalitzar la producció clandestina d'aquestes pel·lícules, conegudes com stag films o smokers. Hacia 1905, Les companyies Pathé i Gaumont van derivar la producció de porno a l'Argentina per a evitar la censura del govern francès. Els autors David Kerekes i David Slater assenyalen que va ser al districte vermell de Buenos Aires de principis de 1900 on es van filmar, van projectar i van exportar les primeres pel·lícules porno a compradors privats de tot el món. Aquestes pel·lícules no estaven destinades al consum local ni popular, sinó que eren un "entreteniment sofisticat per al gaudi de la classe acomodada del vell continent". Escrivint sobre els orígens del cinema clandestí, Arthur Knight i Hollis Alpert expliquen que les pel·lícules hardcore eren enviades per vaixell des de l'Argentina a compradors privats, la majoria a França e Anglaterra, però també en llocs més llunyans com Rússia i els Balcans. En la seva biografia de Eugene O'Neill, Louis Sheaffer compte que el dramaturg va viatjar a Buenos Aires en aquella dècada i que freqüentava assíduament les sales de projecció de cinema pornogràfic en Barracas. La pel·lícula argentina El Sartorio (també coneguda com El Satario) és potser el film pornogràfic més antic del que es té registre, teoria que sostenen diversos autors. Filmada entre 1907 i 1912 als marges del Quilmes o la ribera paranaenca a Rosario, el film mostra a sis nimfas nues que són sorpreses per un sàtir o faune, el qual captura a una d'elles per a després tenir sexe en una varietat de postures, incloent-hi el 69]. El Sartorio es troba actualment al resguard de l'arxiu fílmic del Kinsey Institute, la col·lecció més àmplia de stag films del món.
En les dues primeres dècades del segle XX els productors argentins van advertir la idoneïtat del cinema com a mitjà per a l'educació patriòtica que, lligada a un discurs nacionalista, proposava una recuperació de la tradició com a via per a aconseguir la unificació nacional. La ciutat havia crescut en forma desproporcionada i des del poder mateix va començar a plantejar-se fortament la necessitat de crear un sentiment de pertinença a la nació, una identitat argentina que permetés homogeneïtzar al conglomerat crioll-immigratori. L'educació era el principal instrument i el cinema, pel seu caràcter massiu, era un mitjà ideal per a la configuració d'un imaginari col·lectiu i, d'altra banda, per a la difusió d'una modernitat que començava a instal·lar-se al país des del projecte modernitzador de la Generació del 80, associat a un discurs positivista que havia començat a instal·lar-se des de finals del segle XIX a certs cercles influenciats pel determinisme biologicista europeu.

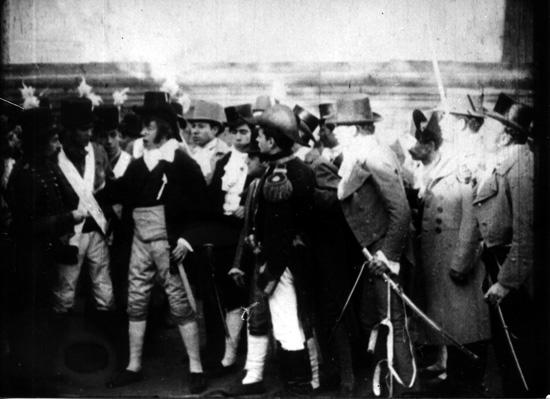
Fotograma restaurat de La Revolución de Mayo (1909)

El discurs nacionalista va trobar la seva millor expressió en obres de ficció que recreaven episodis de la història nacional com La Revolución de Mayo (1909), El fusilamiento de Dorrego (1908), Amalia, entre d'altres, o en aquelles que encoratjaven símbols d'identificació amb el criollisme, la utopia agrària o el culte a l'honor, com Güemes y sus gauchos (1910) o Juan Moreira (1913).
D'altra banda, el discurs positivista va considerar més propici per a l'exaltació dels progressos tècnics i científics de la modernitat al cinema noticiari o documental, amb films com Operación de quiste hidatídico de pulmón (1889-1900), La expedición de la corbeta Uruguay al Polo Sur (1903) o Fels, Goubat, Zanni, Maselas y Paillete en El Palomar (1912), que manifestaven aquesta idea d'un progrés indefinit i una fe cega en la ciència i “associaven aquestes proeses a la superioritat social i cultural de l'elit governant”.
Però no es tractava només del que es mostrava, sinó que també allò no inclòs tenia significació en la idea de país que es volia difondre, i d'aquí l'absència de crítica social o política, d'uns certs actors socials i fins i tot uns certs espais del país tret que apareguessin en uns certs contextos precisos com, per exemple, el de la beneficència, on integrants de les classes més privilegiades assistien i alleujaven als desfavorits, com ara les pel·lícules de Max Glücksmann, Reparto de ropa a niños pobres en el Tigre (1913), El Plato de Sopa (1910), Asociación asistencia a domicilio a enfermos pobres (1916) o Patronato de la infancia. Visita a escuela agrícola de Claypole, Pcia de Buenos Aires (1919), entre d'altres.

### Les primeres ficcions (1908-1914)
El cinema es va tornar més atractiu quan va començar a contar històries, la qual cosa va incentivar la producció i distribució. La primera pel·lícula argumental del país va ser El fusilamiento de Dorrego, estrenada el 24 de maig de 1908.
En 1909, Julio R. Alsina a instal·lar un laboratori i una galeria de filmació, la primera del seu tipus al país. Alsina va filmar pel·lícules similars a les de Gall, entre elles Facundo Quiroga i Avelino Viamonte.

### Auge i crisi del cinema mut (1915-1930)

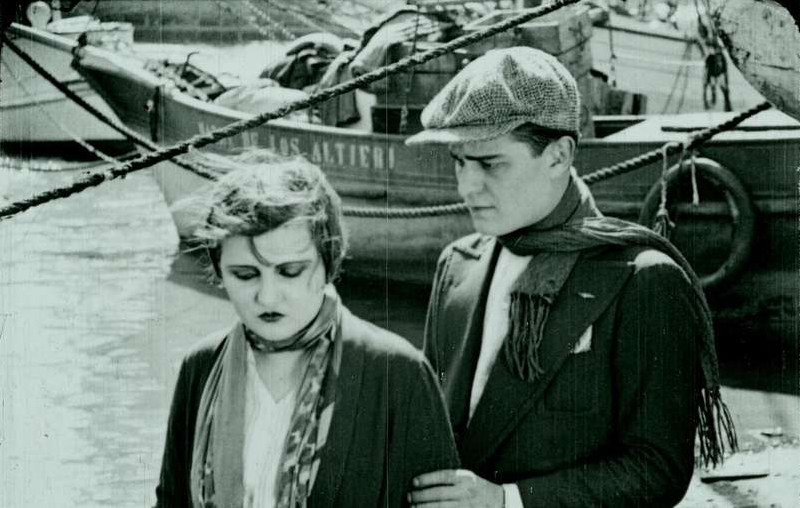
María Turgenova i Ermete Meliante a Perdón, viejita (1927), de José A. Ferreyra, una de les poques pel·lícules argentines del període mut que es conserven completes.

La pel·lícula Nobleza gaucha (1915) va constituir un punt d'inflexió en la cinematografia argentina, obrint-li nous camins artístics i econòmics.
L'investigador Lucio Mafud afirma que va comprovar en diaris de l'època que Angélica García Mansilla ja havia dirigit en 1915 el film Un romance argentino, per la qual cosa no seria exacte el que indiquen altres autors en el sentit que Emilia Saleny va ser la primera dona cineasta d'Amèrica del Sud. La seva primera pel·lícula, i l'única que sobreviu, és El pañuelito de Clarita (1917), pionera del gènere infantil al país.
La figura més destacada del cinema mut argentí va ser José A. Ferreyra, sobrenomenat "el Negro". L'anàlisi crítica porta a concloure que Ferreyra va ser un "improvisat de natural talent", desenvolupant la trama mentre filmava i treballant durant molts anys sense escriure cap guió. Així van néixer pel·lícules com La muchacha del arrabal (1922), Buenos Aires, ciudad de ensueño (1922), Melenita de oro (1923), El organito de la tarde (1925), Muchachita de Chiclana (1926), La costurerita que dio aquel mal paso (1926) i Perdón, viejita (1927). Aquests drames socials s'enfocaven en l'ambient dels barris pobres de Buenos Aires, i eren sentits com a autèntics i populars. Els personatges i oposicions d'aquestes obres eren típics dels sainets i tangos, i el mateix Ferreyra escrivia tangos per a ser cantats abans, durant o després de la projecció dels seus films. El tractament que fa el cineasta d'aquests personatges populars, típics del raval porteny, presenta influències del poeta Evaristo Carriego. La importància de l'obra de Ferreyra va depassar al període mut, i va passar a ser l'"orientador intuïtiu i dotat de tot un corrent popular del primer cinema argentí sonor".

### Època daurada del cinema argentí (1931-1943)
La incorporació del so va tenir una gran influència sobre el públic. En 1931 es filma Muñequitas porteñas, de José A. Ferreyra, que seria el primer llargmetratge nacional sonor i parlat a través del sistema Vitaphone de sincronització sonora. El periodista investigador Roberto Di Chiara va descobrir el primer film polític, Por una Argentina grande, justa y civilizada (1931), de Federico Valle, on hi parlen Lisandro de la Torre, Mario Bravo i Julio Noble, entre d'altres. Cap a 1933 es dona l'arribada del sistema Movietone, el primer que permet guardar la banda sonora en el mateix suport que la imatge. Neixen aquest mateix any els dos primers estudis cinematogràfics del país: Argentina Sono Film, fundat per Ángel Mentasti, i Lumiton, creat per Enrique Telémaco Susini, César José Guerrico i Luis Romero Carranza. Després arribaria el sistema de so òptic inventat per Lee De Forest, el Phonofilm. Amb aquest equipament es van gravar diversos números musicals de Carlos Gardel, a la manera de l'actual videoclip.

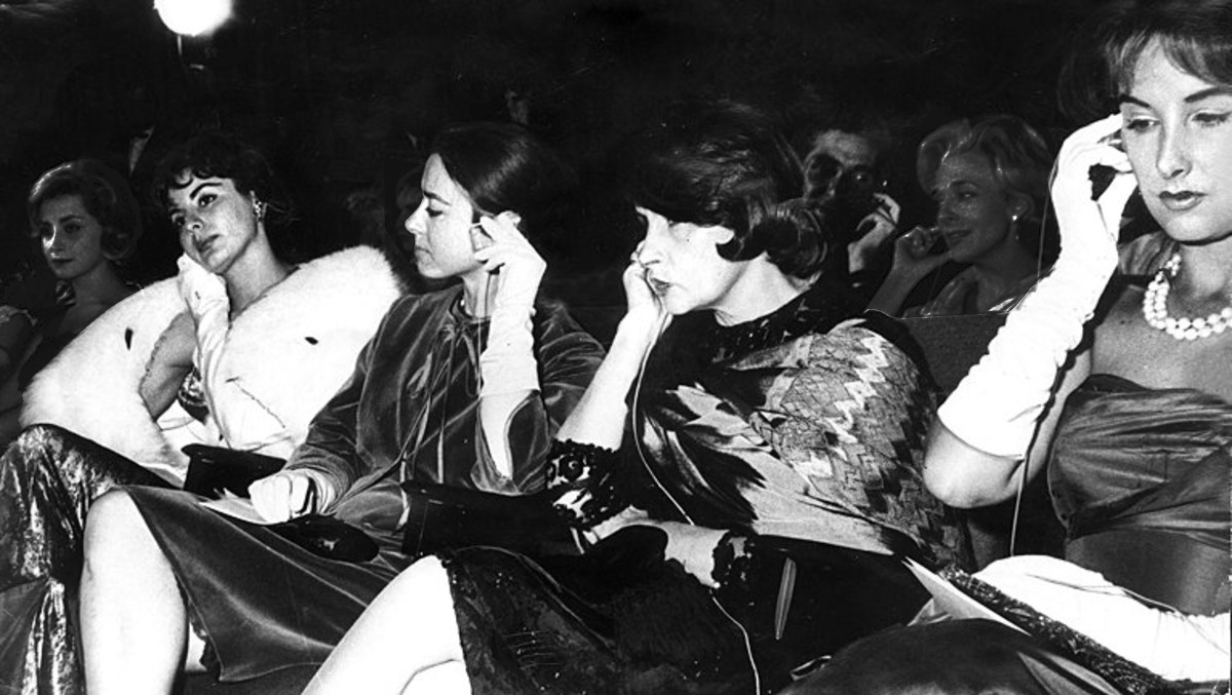
Icòniques actrius argentines al Festival Internacional de Cinema de Berlín de 1961 Isabel Sarli, Olga Zubarry, Tita Merello i Mirtha Legrand.

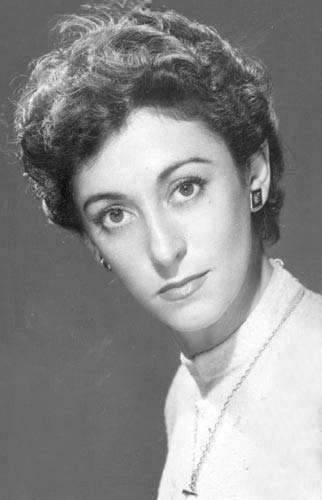
Hilda Bernard, va ser l'actriu més longeva en la història del cinema argentí.

La indústria del cinema a l'Argentina es va iniciar en la pràctica amb l'arribada del so òptic. Amb la incorporació del so, seran la ràdio, la indústria discogràfica i el teatre de revistes els que aportaran actors (veus) ja coneguts per la gent. La banda sonora arribaria a ser tan importants que fins i tot se li exigia als actors que entonessin cançons, malgrat no estar preparats per a això. Per això es pot arribar a considerar al so com molt important al cinema argentí: sense ell, possiblement no hauria existit una indústria, atès que el cinema mut no havia aconseguit accedir a un gran públic..

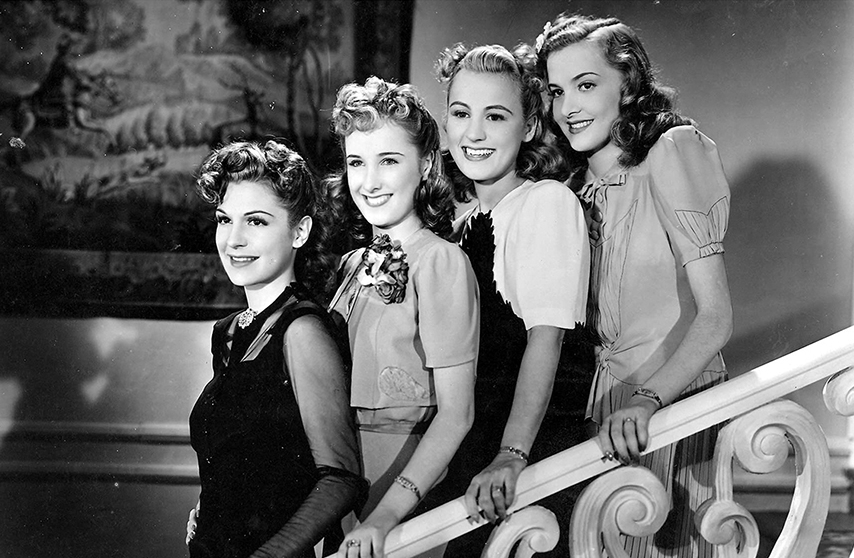
Zully Moreno, Mirtha Legrand, Nury Montsé i Silvana Roth a Los martes, orquídeas (1941), comèdia dirigida per Francisco Múgica.

Els dos primers films sonors (sense discos), estrenats amb una setmana de diferència, van ser Tango (1933), dirigit per Luis José Moglia Barth i produït per Argentina Sono Film, i Los tres berretines, protagonitzat per Luis Sandrini i produït per Lumiton. Els segueixen altres films reeixits de l'època, de Mario Soffici El alma del bandoneón (1935) i Prisioneros de la tierra (1939); de Manuel Romero La muchachada de a bordo (1936) i de Leopoldo Torres Ríos La vuelta al nido (1938), que van marcar el moment de maduresa del cinema argentí en la dècada del 30. En aquesta època es van consagrar estrelles com Libertad Lamarque, Tita Merello, Pepe Arias, Luis Sandrini i Niní Marshall.
El sistema Movietone va significar el guany de milers de pesos per a les flamants productores, que van poder continuar expandint-se. S'havia creat un públic gràcies al so. En aquesta època, el so serà sinònim de mercat, convertint al cinema en un producte de consum popular. El que s'està venent en aquesta primera instància és un producte ja conegut, però que pot ser gaudit en la foscor de la sala de cinema. Allí es donaria una relació de proximitat amb cantants, ballarins o orquestres populars, per tan sols uns centaus d'entrada.
A mesura que es va avançar en la producció de films sonors, la integració d'imatge i so es va anar fent més orgànica. Les pel·lícules ja no eren números musicals, o escenes mudes musicalizadas, sinó que s'aconseguia el que es denomina síncresis, la unió indissoluble dels aspectes visuals i sonors del film, donant lloc a un cinema molt més ric i ja amb identitat pròpia, deixant de costat els vicis del cinema primitiu.
Cap a 1940 es va instaurar la lògica de producció del star-system, realitzant-se cada obra en funció d'algunes estrelles de gran popularitat.
El director Edmo Cominetti va dirigir el curtmetratge Mosaico criollo (1929) i El adiós del unitario (1929), un altre curtmetratge estrenat en 1931 i protagonitzat per Nedda Francy i Miguel Faust Rocha que conté la primera escena parlada del cinema argentí en sistema de discos Vitaphone. La via d'or, que va dirigir Edmo Cominetti a l'octubre de 1931 supervisat per Arturo S. Mom, qui era l'autor del guió, va ser una de les primeres experiències en la sonorització parcial amb discos i narra un enfrontament en el Paraná entre contrabandistes de seda i efectius de la Prefectura.

### Proteccionisme estatal durant el primer peronisme (1944-1955)
En 1942 l'Argentina comença a ser qüestionada pels Estats Units a causa de la seva posició neutral en la Segona Guerra Mundial, dictant la suspensió de la importació de pel·lícula verge. Cap a 1944, a causa de la falta de matèria primera, la indústria nacional estava ferida de mort. Un any després que Perón guanyés les eleccions de 1946, s'aprova la Llei de Cinema, aconseguint com a resultat que en 1950 es produeixin 58 pel·lícules; tot un rècord de producció. El cinema crioll va créixer a l'ombra del peronisme, expandint-se a altres països de parla hispana Dios se lo pague, que va batre rècords d'audiència en bona part del planeta.
Algunes de les grans pel·lícules de la dècada van ser Historia de una noche (1941) y La dama duende (1945), ambdues de Luis Saslavsky; La guerra gaucha (1942) i Malambo (1945), de Lucas Demare i Hugo Fregonese; Pelota de trapo (1948) i Crimen de Oribe (1950), de Leopoldo Torre Nilsson, i Las aguas bajan turbias (1952), d'Hugo del Carril.
Amb la dictadura anomenada Revolució Alliberadora, en 1955, es tallen els crèdits i el cinema argentí enfronta la seva pitjor època: se suspèn per complet la producció i durant dos anys no s'estrenarà cap film argentí. El cinema va estar signado per una paralització de la producció cinematogràfica, la suspensió dels crèdits i la persecució dels homes i dones de la indústria cinematogràfica que patien la inclusió en llistes negres, especialment els lligats al peronisme o a l'esquerra política.
En aquesta dècada salten a la fama les germanes bessones actrius Mirtha Legrand i Silvia Legrand.

### Intents de renovació i la Generació del Seixanta (1955-1969)
La crisi política i, sobretot, la crisi econòmica en concloure el règim peronista en 1955 van paralitzar, en un primer moment, la indústria cinematogràfica i van transformar profundament la seva estructura. El nou govern dictatorial, autodenominat Revolució Llibertadora, va eliminar el sistema creditici que havia inflat les produccions, fent baixar el nivell cinematogràfic i enriquint a les grans empreses. D'aquesta manera, va haver-hi un decreixement en la producció (passant de 43 pel·lícules en 1955 a 12 en 1957), diverses empreses van entrar en fallida i alguns estudis degueren tancar les portes. A més, el lloc que abans ocupaven uns pocs però grans productors, va passar a ser ocupat per molts petits productors independents. Amb la fundació de l'Institut Nacional de Cinema en 1957, es va crear un nou sistema de foment estatal i es va facilitar la importació de pel·lícules estrangeres.
En 1958 neix Directores Argentinos Cinematográficos (DAC), de la fusió de la Sociedad Argentina de Directores Cinematográficos (SADIR, creada el 1945) i l’Agrupación de Directores de Películas (ADP, creada el 1956). Ambdues agrupaven separadament directors identificats amb el peronisme i amb el antiperonisme, respectivament.
El model de la nouvelle vague francesa va estimular a alguns a intentar una cosa similar: els cineclubs van incrementar la seva activitat, van aparèixer revistes especialitzades com Cuadernos de cine (seguint el model de Cahiers du Cinéma) i Tiempo de Cine i van ser abordats alguns experiments cinematogràfics.
Els cineastes van rebre un impuls gràcies a l'èxit internacional de La casa del ángel, pel·lícula de 1957 de Leopoldo Torre Nilsson. Torre Nilsson va impulsar a la generació del seixanta, on es van destacar directors com Lautaro Murúa, David José Kohon, Fernando Birri, Rodolfo Kuhn i Manuel Antín.

### El cinema durant la primera part de la dècada de 1970
En la dècada de 1970 es van produir algunes de les pel·lícules més taquilleres de la història del cinema argentí, com Nazareno Cruz y el lobo (1975) i Juan Moreira (1973), ambdues de Leonardo Favio, i El santo de la espada (1970), de Leopoldo Torre Nilsson.
Al cinema independent es destaca l'estrena en 1969 de l'òpera prima d'Alberto Fischerman, The Players vs. Ángeles caídos. a pel·lícula, un treball experimental amb elements recognoscibles de la cultura pop, es presenta com a exemple de cinema-participació.

### Cinema en dictadura: La reducció de la indústria (1974-1979)

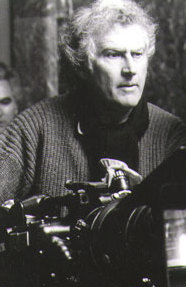
Fernando "Pino" Solanas el 1985

Després de la mort del president argentí Juan Domingo Perón en 1974 s'afebleix el govern democràtic vigent a l'Argentina per aquells anys. La forta tendència dictatorial en països veïns insinuava ja una forta contraofensiva imperial. Després de l'assumpció de María Estela Martínez de Perón, les pressions militars es van incrementar i, després de dos anys de mandat, el 24 març de 1976 va iniciar oficialment l'última dictadura militar argentina i amb ella un dels moments més tràgics de l'Argentina i òbviament, de la seva cinematografia també.

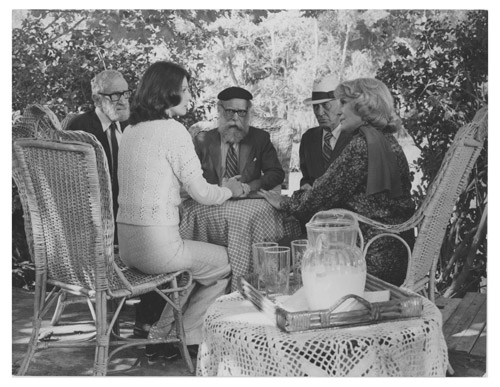
Escena de Los muchachos de antes no usaban arsénico, dirigida per José Martínez Suárez en 1979

La reducció de la indústria cinematogràfica es va donar al començament del govern militar. No obstant això, durant el govern anterior es van sancionar lleis que atemptarien contra el cinema argentí. Entre les coses que van succeir en aquest lapse predictadura es poden assenyalar:
- El congelament del projecte de llei de cinema: elaborat entre 1973 i 1974, confirmat fins i tot per la mandatària argentina, va ser arxivat gairebé immediatament durant el seu propi govern.
- Paralització de les activitats en les organitzacions gremials de la indústria: va cessar pràcticament la vida de la major part dels gremis.
- Censura i prohibició de pel·lícules: La situació va quedar en termes encara més greus del que era habitual abans de 1973. Moltes pel·lícules importants van ser prohibides i fins i tot, al llarg del Procés de Reorganització Nacional, alguns directors van decidir filmar sota pseudònims.[34]

La indústria va haver de reduir les seves possibilitats de producció, perquè van aparèixer les complicacions econòmiques i financeres que van sorgir del gran impacte inflacionari que va implicar l'esclat del pla econòmic del govern de les forces armades.
D'altra banda, l'hostil situació social va aconseguir també a grans personalitats de la indústria com Octavio Getino, Fernando "Pino" Solanas, Humberto Ríos, entre d'altres, els qui degueren exiliar-se en l'exterior: la millor opció per als qui desobeïssin els lineamientos del govern militar, ja que altres cineastes com Raymundo Gleyzer i Pablo Szir continuen desapareguts fins avui.
Arran d'aquests fets, la indústria cinematogràfica argentina va començar a experimentar una gran disminució tant en qualitat com en quantitat: la xifra topall de 40 llargmetratges realitzats en 1974 va descendir a 32 en 1975, caient abruptament a 16 en 1976 i 15 en 1977, per a tendir a recuperar-se recentment en 1979 amb 31 pel·lícules. D'altra banda, les poques produccions que es duien a terme estaven lligades a gèneres relacionats amb la comèdia, amb un humor comunament relacionat amb el sexual o comèdies familiars que reivindicaven els valors de la família, interpretades per actors famosos com Alberto Olmedo, Jorge Porcel i “Palito” Ortega. En aquest període, va sorgir un oligopoli productiu liderat per Aries Cinematográfica Argentina i, en menor mesura, per Argentina Sono Films. En 1978 el govern militar, mitjançant diversos estímuls, va aconseguir que la indústria cinematogràfica es recuperi quant a quantitat de films produïts, però no quant a la qualitat artística i estètica, limitant-se a finançar pel·lícules comercials amb poc valor cultural.
Algunes de les pel·lícules rodades en aquest període van ser Los muchachos de antes no usaban arsénico (1976), Brigada en acción (1977), Encuentros muy cercanos con señoras de cualquier tipo (1978), entre d'altres.

### Cinema en dictadura: Fals auge (1980-1982)
La indústria cinematogràfica nacional estava paralitzada a causa de l'existència de la dictadura coneguda com a Procés de Reorganització Nacional. Aquest període s'ha denominat com a “fals auge” (Getino, 1998) pel fet que va ser a partir de 1980 que es comença a recuperar el nivell de produccions fílmiques de períodes anteriors (particularment en aquest any es van estrenar unes 34); òbviament això es considera quan es pren a comparació el període de “sequera” productiva viscut entre els anys 1976 a 1978, d'allí la idea de “fals auge”.

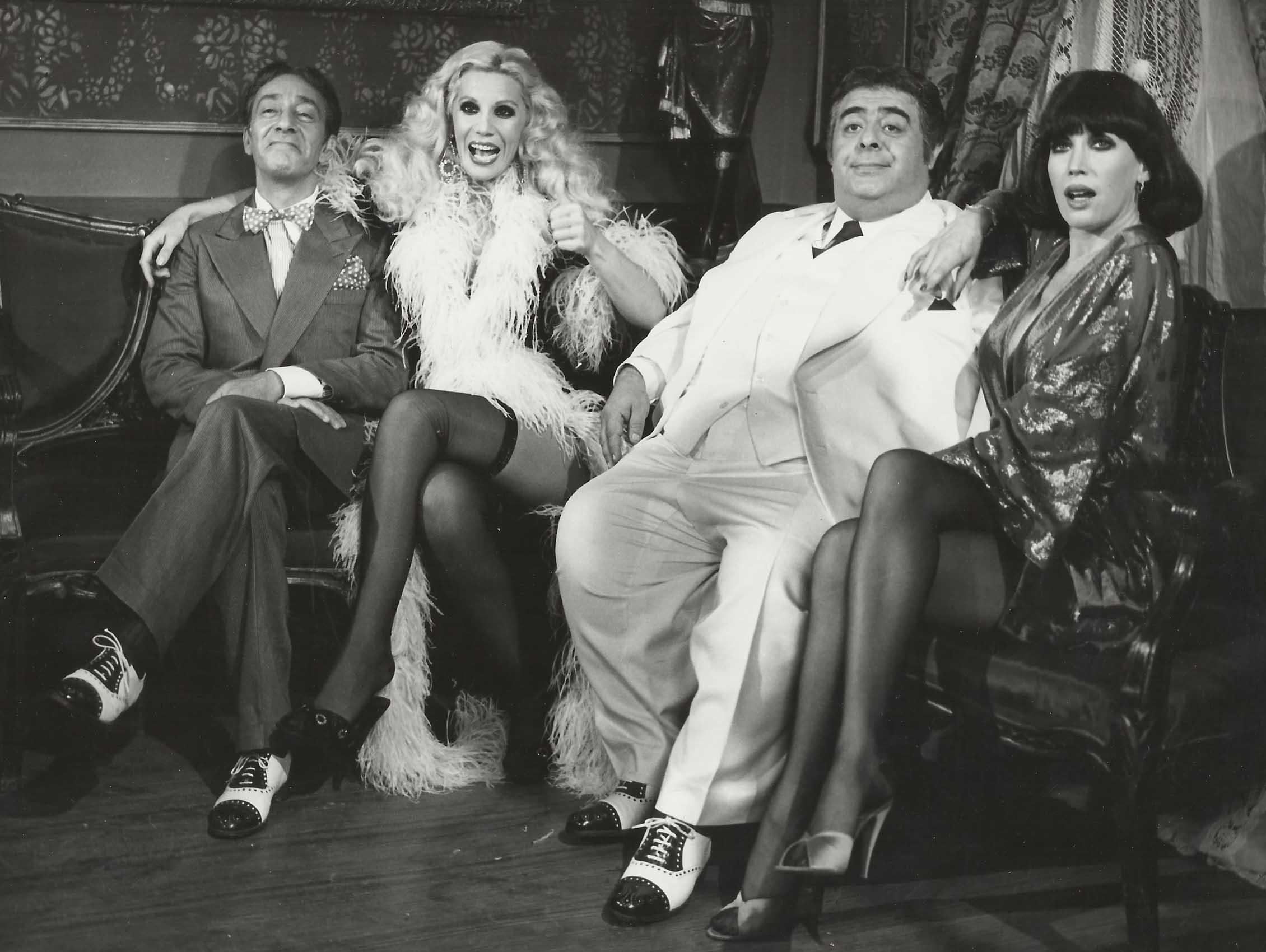
Las mujeres son cosa de guapos, pel·lícula de 1981 dirigida per Hugo Sofovich.

En aquell moment, l'Institut Nacional de Cinematografia (INC), conegut actualment com a I’ Instituto Nacional de Cine y Artes Audiovisuales (INCAA), va aconseguir fer repuntar a la indústria a un alt cost; entre ells “discriminar” sectors socials més populars on no podien consumir pel·lícules com es feia, és a dir de manera periòdica, això arran d'una pugi en les tarifes dels bitllets, fins aquest llavors mai vist en la història del cinema argentí, segons Getino. D'altra banda, és possible argumentar que aquesta limitació d'accés per als sectors més populars tenia fins ideològic-polítics. El públic al qual s'orientaven les produccions eren persones que oscil·laven entre les classes mitjana i alta. Va ser notable també un fort enfocament en l'experiència d'amplis sectors urbans com Capital Federal o el Gran Buenos Aires.
En les pel·lícules estrenades es notava una disminució quant a la qualitat, que s'evidencia especialment cap a finals d'aquest període.
És sabut que durant aquesta dictadura van existir moltes llistes negres i grises que buscaven censurar a tota persona que fora en contra dels ideals del govern militar; això va portar a moltes persones de la indústria cinematogràfica (directors, productors, etcètera) a veure's en una situació dificultosa a l'hora d'aconseguir treball al país.
D'igual forma, es pot asseverar que tant productores (com Aries) com altres persones del mitjà compartien ideals i lineamientos tant econòmics com polítics que eren exigits per forces armades. Com esmenta Octavio Getino, els qui es van veure fortament beneficiats van ser "les productores i distribuïdores estrangeres, particularment nord-americanes, que van incrementar el seu poder sobre el mercat argentí en aquests anys".
Com es va esmentar prèviament, la junta militar va aconseguir imposar moltes limitacions a la indústria cinematogràfica, però malgrat això idees com la llibertat de mercat i/o de expressió es van aconseguir introduir en aquesta indústria; en gran part això va ser possible gràcies a pressions provinents d'empreses estrangeres.
Malgrat l'accionar de la junta militar, segons Getino: "La concentració econòmica i el predomini dels monopolis i oligopolis experimentats en els últims anys del “Procés” per a perjudici de la petita i mitjana empresa, va trobar al cinema argentí a diversos grups que es van veure privilegiats amb aquesta situació".

### Cinema en dictadura: Aires de canvi (1982-1983)
Entre els anys 1976 i 1980 la indústria cinematogràfica nacional va haver de suportar la pressió econòmica d'una política que va buscar reduir i gairebé eliminar a la indústria nacional. Diu Getino sobre aquest tema: “El fracàs d'aquesta política en aquest context nacional permetrà un renaixement de les esperances a partir de 1981".
És que l'any 1981, després de suportar l'intent de desmantellar a la indústria del cinema, aquesta mateixa començava a recuperar-se, primerament, gràcies al suport de les grans empreses distribuïdores i de les principals cadenes d'exhibició, ja que el fet que “la moneda nacional arribés al valor de $5 dòlars farien que el mercat argentí es convertís en un dels més lucratius de la regió”, millorant així el comerç -comparat amb els anys anteriors-.
Després del “primer gran impacte inflacionari el 1981", van començar a sorgir els problemes econòmics i financers, van augmentar els costos operatius i els contractes es van veure obligats a renegociar el preu del pes enfront del dòlar estatunidenc; tot va començar a anar malament al país, on la bretxa cada vegada era més curta i la situació econòmica extremadament inestable, fins que amb la Guerra de Malvines es va produir el cop definitiu a la política, emportant-se el context nacional a la desfeta total, tant en l'àmbit de desenvolupament com en l'econòmic, tornant al país un lloc inviable.
En la indústria cinematogràfica, 1982 va ser un dels anys en què la producció cinematogràfica argentina va caure al fons: només es van produir 17 pel·lícules, causant així que aquesta deterioració estimulés al govern nacional a invertir i desenvolupar al cinema amb voluntat de canvi. Això s'havia vingut insinuant temps enrere amb algunes produccions, entre les quals es va destacar Tiempo de revancha (1981), d'Adolfo Aristarain, una lúcida al·legoria de la situació de violència i repressió.
Al seu torn Fernando Ayala va realitzar Plata dulce (1982), descriu la situació experimentada en alguns sectors en els anys recents, dedicats a sobreviure o a aprofitar-se de la corrupció financera imposada per la dictadura.

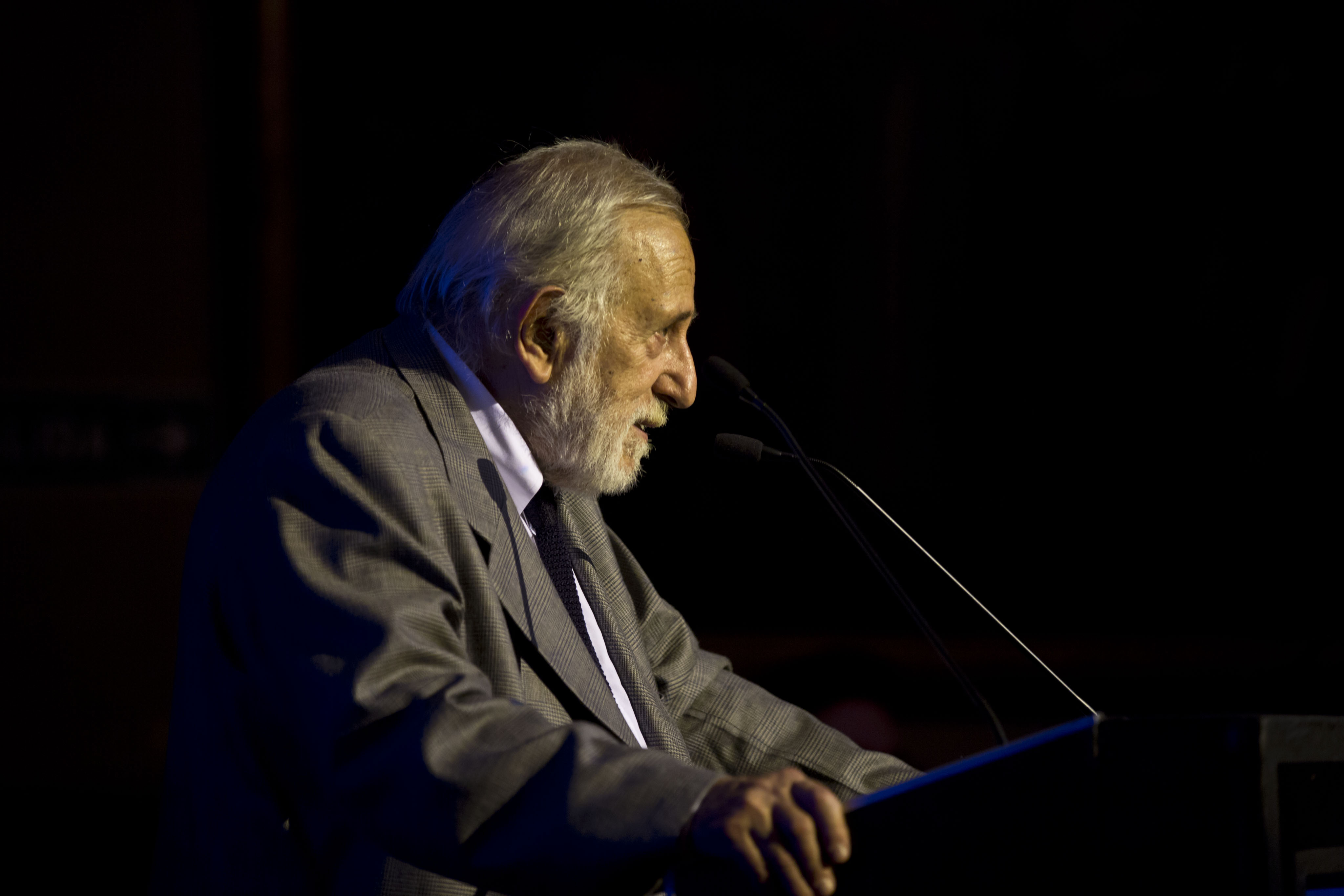
Adolfo Aristarain, director de la pel·lícula Tiempo de revancha

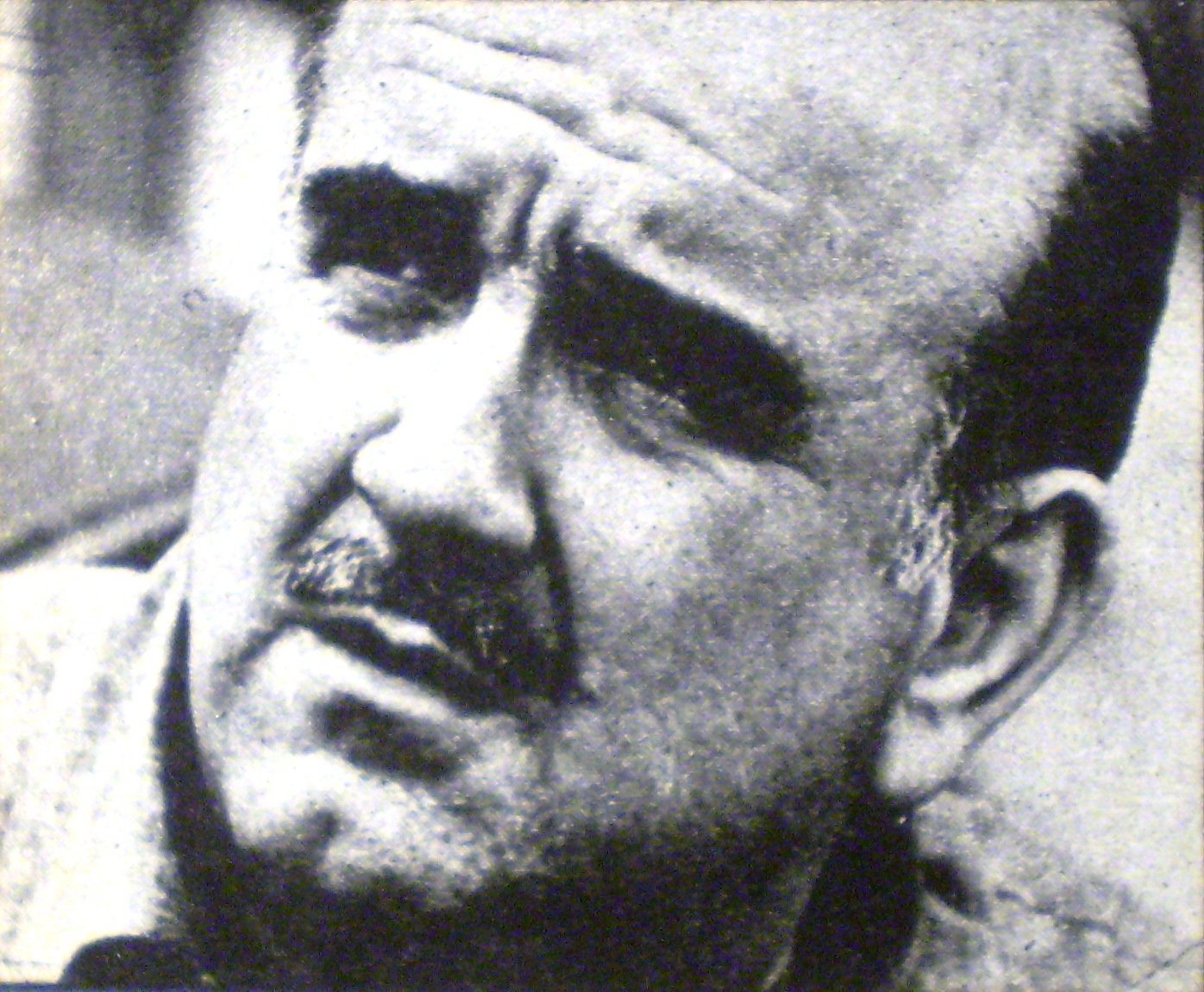
Fernando Ayala, director de la pel·lícula Plata dulce

### El cinema en l'època de la recuperació democràtica

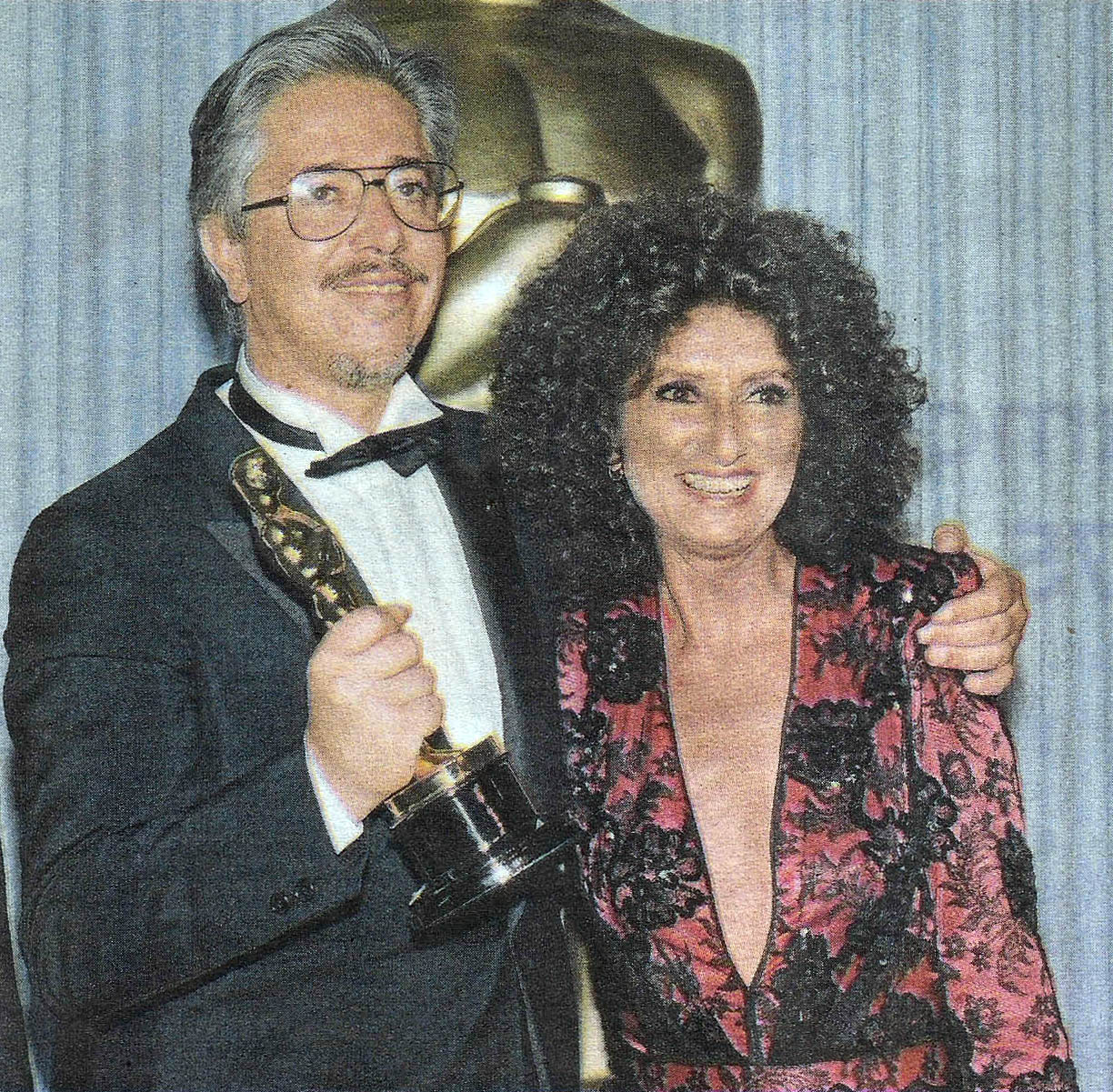
Luis Puenzo i Norma Aleandro després de rebre el premi Óscar a la Millor pel·lícula estrangera per La història oficial (1986)

El cinema postdictadura dels 80 i principis dels 90 partia de la necessitat de transmetre un missatge als argentins com a grup social homogeni, representat moltes vegades per una família (Esperando la carroza o La historia oficial). El director prioritzava l'enunciat en la seva correcció ideològica i el seu desig d'esmenar injustícies històriques mitjançant els textos dits pels personatges. La trama era una al·legoria del que passava fora de la pel·lícula i que ja estava reflectit en els diaris. Les pel·lícules eren al·legories que forçaven el que succeïa en el món exterior (per exemple, les pel·lícules d'Eliseo Subiela).
En la dècada del 1980, realitzadors com María Luisa Bemberg amb Camila (1984), Pino Solanas (El exilio de Gardel (Tangos) i Sur), Adolfo Aristarain (Tiempo de revancha i Un lugar en el mundo), Eliseo Subiela (Hombre mirando al sudeste) i Héctor Olivera (La noche de los lápices) van atreure la mirada de nous públics. En aquest període, es va destacar La historia oficial, de Luis Puenzo, que va aconseguir el Premi Óscar a millor pel·lícula estrangera el 1985.

### Elnou cinema argentí
El sintagma Nou Cinema Argentí (NCA) es va imposar al de "Generació del noranta", que va ser proposat per oposició al de "Generació del seixanta", moviment cinematogràfic renovador que va tenir lloc aproximadament de 1955 a 1969. Va ser primerament encunyat per la crítica i apareix com a títol d'un llibre en 2002 (el de Bernardes, Leres i Sergio Wolf). El 2003, Fernando Martín Peña va escriure un llibre que es proposava acostar les generacions del seixanta amb les del noranta, trobant continuïtats que contraresten la pretensió d'orfandat que sostenien molts dels realitzadors.
El tret de sortida inicial del moviment el dona Martín Rejtman, escriptor i cineasta, amb la seva primera pel·lícula, Rapado. Filmada en 1991 però estrenada comercialment en 1996, es basa en el llibre homònim de relats de Rejtman. Minimalista a l'extrem, la simple posada del film estableix les bases per a gran part del cinema que va venir després. Altres antecedents fílmics són Picado fino (Esteban Sapir, 1995), les pel·lícules de Raúl Perrone (Ángeles, 1992; Labios de churrasco, 1994) i les d'Alejandro Agresti (El amor es una mujer gorda, 1987; Boda secreta, 1989; El acto en cuestión, 1993).
En 1994 es produeix la sanció de la Llei de cinema (llei Núm. 24.377/94), que estableix l'autarquia de l'INCAA i la forma de finaciamiento, la qual cosa va donar un impuls a la producció de pel·lícules respecte als anys anteriors. El nou cinema va trobar dos aliats importants en la crítica especialitzada (sobretot de les revistes El amante i Film) i els festivals com el BAFICI i el Festival Internacional de Cinema de Mar del Plata. Tots aquests factors van contribuir a consolidar aquest nou cinema. Un altre fet paral·lel d'importància va ser la creació per Llei 25.119 de 1999 de la Cinemateca i Arxiu de la Imatge Nacional (CINAIN).
En paral·lel, durant aquest període es produeix un creixement sostingut en el nombre d'alumnes i d'escoles de cinema a l'Argentina. Es produeix una gran quantitat de curtmetratges i sorgeixen dos importants corrents: el costumisme social, auster i realista, generalment en blanc i negre; i un cinema més lligat a indagar en qüestions d'identitat i gènere (conegut com Gender Cinema en altres països), personal i intimista.
En 1995, s'estrena, sota el nom d' Historias breves, un conjunt de curts guanyadors d'un concurs de l'INCAA. El que va començar com una simple mostra va passar a tenir una important repercussió crítica i de públic. Gairebé tots els realitzadors tenien al voltant de vint-i-cinc anys, i havien passat per alguna escola de cinema. Dins d'aquest projecte es poden citar els noms d'Israel Adrián Caetano, Bruno Stagnaro, Sandra Gugliotta, Daniel Burman, Lucrecia Martel i Ulises Rosell, que després prenen un rol destacat en el moviment del Nou Cinema Argentí.
Els primers a arribar al llargmetratge són Caetano i Stagnaro, amb l'èxit de crítica i de públic de Pizza, birra, faso (1997), i Daniel Burman amb la seva òpera prima Un crisantemo estalla en Cincoesquinas (1997), una sorprenent aventura amb tocs de spaghetti western, que remet a un nou món, completament ficcional i imaginari, lligat a una Llatinoamèrica mítica i mística. Pizza, birra, faso va crear un vessant costumista dins del nou cinema argentí que va ser la més difosa i reeixida internacionalment. En aquest marc s'inscriuen: Mundo grúa (1999, Pablo Trapero), Bonanza (2001, Ulises Rosell), Modelo '73 (2001, Rodrigo Moscoso), La libertad (2001, Lisandro Alonso) i Bolivia (Israel Adrián Caetano, 2001), entre altres títols.
En el vessant més experimental del nou cinema argentí es destaca el nom de Pablo César, qui va dirigir obres importants com la pel·lícula surrealista-musical Fuego gris (1994), parcialment basada en música original composta pel film per Luis Alberto Spinetta, i Afrodita, el jardín de los perfumes (1997), la seva relectura -amb un estil influenciat per Pier Paolo Pasolini- d'un mite imaginari de Mali (Àfrica). Dins d'aquest estil es pot esmentar tambiéń la òpera prima de Mariano Galperín 1000 boomerangs (1994), que aborda amb un humor absurd i subtil el pas d'una banda de rock anglesa de pas per La Pampa. A aquesta pel·lícula de Galperín li va seguir Chicos ricos (2001), aquesta vegada amb la moderna aportació de la música original de Flavio Etcheto i la banda Trineo. Un altre punt alt d'aquest vessant és l'òpera prima d'Eduardo Capilla, +bien (2001), protagonitzada per Gustavo Cerati i Ruth Infarinato, amb una originalíssima posada visual i narrativa i la música original del mateix Cerati.
Pel que fa a directores dones es destaca l'obra de Lucrecia Martel. L'òpera prima de Martel, La Ciénaga (2000), va ser produïda per Pedro Almodóvar i, si bé va tenir escàs èxit comercial, va ser ben rebuda per la crítica internacional, guanyant premis al Festival de Cinema de Sundance, l'Havana i obtenint una nominació a l'Os d'Or al Festival de Berlín. Destaquen també els curts d’Eloísa Solaas (Lila y Todas las cosas), Violeta Uman (Clarilandia, gotas de amor) i Albertina Carri (Barbie también puede estar triste) i els llargmetratges de Daniela Cugliándolo (Herencia) i de Verónica Chen (Vagón fumador).
Agustín Campero, en el seu llibre sobre el nou cinema argentí Nuevo Cine Argentino. De "Rapado" a "Historias extraordinarias", sassenyala el decaïment del NCA entre 2005 i 2006, quan comença a percebre's un cert anquilosament, estilització i repetició, assenyalant que al mateix temps van sorgint des dels marges altres possibilitats de fer cinema a l'Argentina.

### Segle XXI
Des de setembre de 2004, l'Acadèmia de les Arts i Ciències Cinematogràfiques de l'Argentina selecciona a la representant per a l'Óscar. De les presentacions realitzades per l'Argentina en aquest període tres van ser nominades al premi: El secreto de sus ojos (guanyadora), Relatos salvajes i Argentina, 1985.

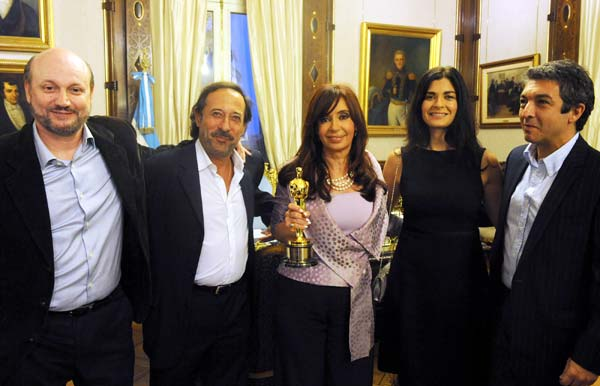
El secreto de sus ojos, guanyadora del premi Óscar a millor pel·lícula estrangera en 2010.

Dins del cinema mainstream destaca l'obra de Juan José Campanella, qui va dirigir les pel·lícules El mismo amor, la misma lluvia (1999), El hijo de la novia (2001) i Luna de Avellaneda (2004). El seu major èxit va arribar en 2009 amb l'estrena de El secreto de sus ojos, que es va convertir en una de les pel·lícules més taquilleres de la història del cinema nacional i en 2010 va guanyar l'Óscar a millor pel·lícula internacional.
En les primeres dues dècades del segle XXI va donar el sorgiment de nous directors amb èxit de públic i crítica. Damián Szifron, qui va obtenir reconeixement nacional per la seva sèrie de televisió Los simuladores, va dirigir la pel·lícula antològica Relatos salvajes, que es va convertir en un èxit de taquilla en 2014. En el gènere de la comèdia es destaca l'obra de Ariel Winograd, qui va dirigir pel·lícules com Mi primera boda (2011), Vino para robar (2013), Mamá se fue de viaje (2017) i El robo del siglo (2020).

## Cinema de gènere
En l'actualitat els gèneres cinematogràfics estan sent revalorats al cinema argentí, no sols pels directors locals que els aborden, sinó pel públic, la crítica i els programadors.
Sorgeixen festivals destinats al cinema de gènere independent, com el Buenos Aires Rojo Sangre, també conegut com el BARS. No sols es realitzen pel·lícules de terror i suspens, sinó també policials.

## Nominacions argentines a l'Óscar

### Millor pel·lícula internacional
| Pel·lícula estrangera |                          |                      |           |                                                                |
| Any                   | Pel·lícula               | Director             | Resultat  | Notes                                                          |
| 1974                  | La Tregua                | Sergio Renán         | Nominat   | Va perdre contra Amarcord de Federico Fellini (Itàlia).        |
| 1984                  | Camila                   | María Luisa Bemberg  | Nominat   | Va perdre contra La Diagonale du fou (Suïssa).                 |
| 1985                  | La historia oficial      | Luis Puenzo          | Guanyador | També fou nominada al Millor guió original.                    |
| 1998                  | Tango, no me dejes nunca | Carlos Saura         | Nominat   | Va perdre contra La vida es bella de Roberto Benigni (Itàlia). |
| 2001                  | El hijo de la novia      | Juan José Campanella | Nominat   | Va perdre contra Ničija zemlja (Bòsnia).                       |
| 2009                  | El secreto de sus ojos   | Juan José Campanella | Guanyador | Primer director argentí nominat dos cops                       |
| 2015                  | Relatos salvajes         | Damián Szifron       | Nominat   | Va perdre contra Ida (Polònia).                                |
| 2022                  | Argentina, 1985          | Santiago Mitre       | Nominat   | Va perdre contra Res de nou a l'oest (Alemanya)                |

### Millor guió original
| Guió original |                     |                           |          |
| Any           | Pel·lícula          | Guionista                 | Resultat |
| 1985          | La historia oficial | Luis Puenzo, Aída Bortnik | Nominat  |

### Altres guanyadors argentins
| Pel·lícules no argentines |                                |                            |                             |           |
| Any                       | Persona                        | Pel·lícula                 | Categoria                   | Resultat  |
| 1968                      | Lalo Schifrin                  | La llegenda de l'indomable | Millor banda sonora         | Nominat   |
| 1969                      | Lalo Schifrin                  | The Fox                    | Millor banda sonora         | Nominat   |
| 1977                      | Lalo Schifrin                  | El viatge dels maleïts     | Millor banda sonora         | Nominat   |
| 1980                      | Lalo Schifrin                  | Terror a Amityville        | Millor banda sonora         | Nominat   |
| 1981                      | Lalo Schifrin                  | The Competition            | Millor banda sonora         | Nominat   |
| 1984                      | Lalo Schifrin                  | The Sting II               | Millor banda sonora         | Nominat   |
| 1995                      | Eugenio Zanetti                | Restoration                | Millor disseny de producció | Guanyador |
| 1996                      | Luis Bacalov                   | Il postino                 | Millor banda sonora         | Guanyador |
| 2006                      | Gustavo Santaolalla            | Brokeback Mountain         | Millor banda sonora         | Guanyador |
| 2007                      | Gustavo Santaolalla            | Babel                      | Millor banda sonora         | Guanyador |
| 2015                      | Armando Bó i Nicolás Giacobone | Birdman                    | Millor guió original        | Guanyador |

## Premis internacionals al cinema argentí

### Argentina al Festival Internacional de Cinema de Venècia
| Festival Internacional de Cinema de Venècia |                                                |                             |                  |
| Any                                         | Premi                                          | Pel·lícula                  | Guanyador        |
| 1985                                        | Gran Premi del Jurat                           | Tangos, el exilio de Gardel | Fernando Solanas |
| 2015                                        | Lleó d'Argent a la millor direcció             | El Clan                     | Pablo Trapero    |
| 2016                                        | Copa Volpi a la millor interpretació masculina | El ciudadano ilustre        | Oscar Martínez   |

### Argentina al Festival Internacional de Cinema de Berlín
| Festival Internacional de Cinema de Berlín |                                                 |                              |                        |
| Any                                        | Premi                                           | Pel·lícula                   | Guanyador/a            |
| 1960                                       | Os de plata al millor curtmetratge              | Diario                       | Juan Berend            |
| 1973                                       | Os de Plata                                     | Los siete locos              | Leopoldo Torre Nilsson |
| 1974                                       | Os de Plata                                     | La Patagonia rebelde         | Héctor Olivera         |
| 1984                                       | Os de Plata - Gran Premi del Jurat              | No habrá más penas ni olvido | Héctor Olivera         |
| 2003                                       | Os de Plata al millor curtmetratge              | En ausencia                  | Lucía Cedrón           |
| 2004                                       | Os d'Or – Premi honorífic                       | -                            | Fernando Solanas       |
| 2004                                       | Os de Plata - Premi Especial del Jurat          | El abrazo partido            | Daniel Burman          |
| 2004                                       | Os de Plata a la millor interpretació masculina | El abrazo partido            | Daniel Hendler         |
| 2007                                       | Os de Plata - Premi Especial del Jurat          | El otro                      | Ariel Rotter           |
| 2007                                       | Os de Plata a la millor interpretació masculina | El otro                      | Julio Chávez           |
| 2019                                       | Os de Plata al millor curtmetratge              | Blue boy                     | Manuel Abramovich      |

## Festivals i premis de cinema
- Premis Cóndor de Plata
- Festival Internacional de Cinema de Mar del Plata
- Premis Sur
- Buenos Aires Festival Internacional de Cinema Independent
- Buenos Aires Rojo Sangre